# Brachysomophis umbonis
Brachysomophis umbonis är en fiskart som beskrevs av Mccosker och Randall 2001. Brachysomophis umbonis ingår i släktet Brachysomophis och familjen Ophichthidae. Inga underarter finns listade.